# 13285 Стефхікс
13285 Стефхікс (13285 Stephicks) — астероїд головного поясу, відкритий 17 серпня 1998 року.
Тіссеранів параметр щодо Юпітера — 3,474.